# شهر علوم و فناوری زویل
شهر علوم و فناوری زویل (عربی: مدينة زويل للعلوم والتكنولوجيا) یک پروژه ابتکاری برای توسعه علم و آموزش و پرورش در مصر است و پس از دانشمند درگذشته مصطفی احمد زویل، برنده جایزه نوبل شیمی در سال ۱۹۹۹، مؤسسه‌ای است که کاملاً مستقل بوده و از طریق کمک‌های مالی از جانب افراد و هیئت‌ها تأمین می‌شود. این پروژه پس از اخذ تأیید نخست‌وزیر عصام شرف در شهر «۶ اکتبر» در مساحت ۲۷۰ هکتار ساخته شد.

## هیئت مدیره
دکتر زویل اسامی برخی از اعضای هیئت مدیره را اعلام کرد از جمله:
- «محمد غنیم»، یکی از مشهورترین جراحان کلیه در مصر و جهان، و برنده جایزه ایالتی در ارتقاء علوم پزشکی در سال ۱۹۸۷ است.
- مصطفی السید، استاد شیمی، دانشگاه صنعتی جورجیای آمریکا، برنده جایزه بین‌المللی فیصل برای علوم در سال ۱۹۹۰.
- ادوارد استولبر، رئیس مؤسسه فناوری کالیفرنیا (Caltech) که بیش از یک بار این مؤسسه افتخارش را به این دانشمند بزرگ اعلام کرد، با زویل در مؤسسه به عنوان استاد شیمی و علوم لیزر کار می‌کند
- چارلز فیست، رئیس مؤسسه فناوری ماساچوست، اولین و معتبرترین جای دنیا برای آموزش مهندسی و علوم کاربردی، و انجمن برای دانشمندان و محققان برجسته در دنیای فناوری است.
- اقتصاددان محمد الریان، مدیر عامل شرکت پیمکو، که در حال حاضر اهدا زیادی برای این شهر کرده‌است.
- جراح مشهور د. مودی یکوب

## اهداف
- آموزش نسل جدید علم و فناوری در سطح جهانی.
- توسعه فناوری‌های جدید برای خدمت به کشور و مناطق همسایه.
- دستیابی به انتقال علمی در مصر از طریق عمل تجربی.
- ایجاد رقابت بین دانشجویان مصری برای پیوستن به این ساختمان علمی
- مشارکت در اقتصاد جهانی مبتنی بر فناوری محلی و جهانی

## سطح آموزش
احمد زویل تأکید کرد که دانش‌آموزانی که از دبیرستان الازهر یا دبیرستان خارجی معادل آن فارغ‌التحصیل شوند، می‌توانند به از امکانات آموزشی دانشگاه زویل استفاده کنند تا در آنجا دانش مدرن را بیاموزند و بدین وسیله امکان تکلم با زبان روز را برای ادامه تحصیل در خارج را می‌دهد؛ بنابراین دانش آموزانی که به دانشگاه زویل ملحق شوند در سطح بالایی از علم و دانش قرار می‌گیرند.